# Belgian International 1975
Die Belgian International 1975 im Badminton fanden vom 22. bis zum 23. Februar 1975 in Brüssel statt.

## Titelträger
| Disziplin    | Sieger                           |
| ------------ | -------------------------------- |
| Herreneinzel | William Kerr                     |
| Dameneinzel  | Alena Poboráková                 |
| Herrendoppel | William Kerr Kenneth Parsons     |
| Damendoppel  | Alena Poboráková Taťána Pravdová |
| Mixed        | Kenneth Parsons Ann Parsons      |

## Referenzen
- Badminton, Jahrgang 26, Heft 9 (1974), S. 7.
- Badminton Europe